# Carmelo Paternicò
Carmelo Paternicò (Piazza Armerina, Italia, 26 de marzo de 1967) es un árbitro de baloncesto italiano de la FIBA.

## Trayectoria
Empezó a arbitrar en 1987, pero no fue hasta diez años más tarde, gracias a Nar Zanolin (coordinador de los árbitros) obtiene su ascenso a la Lega A. En 2003 obtuvo su licencia de árbitro internacional FIBA, y también dirige partidos de Euroliga.

## Temporadas
| Categoría | País   | Año               |
| --------- | ------ | ----------------- |
| Lega A    | Italia | 1987 - Actualidad |
| FIBA      | Mundo  | 2003 - Actualidad |
| Euroliga  | Europa | 2003 - Actualidad |